# Sainte-Livrade
Sainte-Livrade is een gemeente in het Franse departement Haute-Garonne (regio Occitanie) en telt 246 inwoners (1999). De plaats maakt deel uit van het arrondissement Toulouse.

## Geografie
De oppervlakte van Sainte-Livrade bedraagt 6,2 km², de bevolkingsdichtheid is 39,7 inwoners per km².
De onderstaande kaart toont de ligging van Sainte-Livrade met de belangrijkste infrastructuur en aangrenzende gemeenten.

## Demografie
Onderstaande figuur toont het verloop van het inwonertal (bron: INSEE-tellingen).